# Mário Fernando Magalhães da Silva
Mário Fernando Magalhães da Silva ou simplesmente Mário Silva (Paranhos, Porto, 24 de abril de 1977) foi um futebolista português, que jogava habitualmente como defesa esquerdo.
Atualmente é treinador de futebol.

## Carreira
No Nantes sagrou-se campeão, tendo feito um grande temporada, sendo assim, transferido para o FC Porto onde fez um excelente trabalho.
O seu ponto alto da carreira aconteceu na época 2003-04 quando se sagrou Campeão Europeu pelo Futebol Clube do Porto.
Em 2009 jogou no DOXA Katokopia FC, do campeonato cipriota.
Em 2014 venceu a Liga Fertibéria pela equipa vintage do FcPorto. Foi o treinador que venceu pelo FCPorto U19 a Uefa Youth League e o campeonato nacional no mesmo ano em 2019. Nesse mesmo ano foi treinador principal na 2 liga espanhola, comandando o Almería aos playoffs de subida de divisão. No verão de 2020 regressou a Portugal para ser treinador principal do Rio Ave Fc, e na época 2021/2022 liderou o Santa Clara, na 1 liga portuguesa.
. Craque.